# معايش جواني

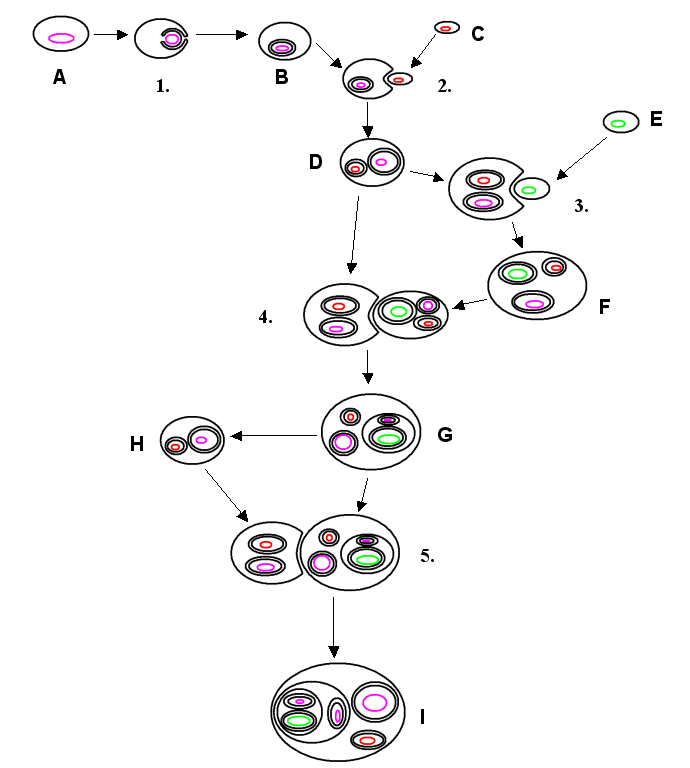
تمثيل لنظرية التعايش الجواني.

المعايش الجواني أو متكافل داخلي (بالإنجليزية: endosymbiont, endobiont)‏هو أي كائن حي يعيش داخل جسم أو خلايا كائن حي آخر في علاقة متبادلة مع الجسم أو الخلية المضيفة وكانت تسمى سابقاً بالتكافل الداخلي، ولكن في كثير من الأحيان وليس دائماً تتحقق مصلحة مشتركة من هذه العملية. ومن الأمثلة على ذلك هي بكتيريا تثبيط النيتروجين التي تدعى ريزوبيا، والتي تعيش في العقيدات الجذريّة على جذور البقوليّات، والطحالب ذات الخليّة المفردة داخل الشعاب المرجانيّة، والمعايشات الجوانيّة البكتيريّة التي توفّر العناصر الغذائيّة الأساسيّة لنحو 10-15% من الحشرات.
العديد من حالات التعايش الجواني إجباريّة. هذا يعني أنّه إما أن المعايش الجواني أو العائل لا يمكنه أن يعيش بدون الآخر؛ مثل الديدان البحريّة من جنس ريفتيا، التي لا تحصل على التغذية إلا من خلال البكتيريا الداخليّة. الأمثلة الأكثر شيوعاً على التعايشات الجوانيّة الإجباريّة، هي الميتوكوندريا والبلاستيدات الخضراء. يعض الطفيليّات البشريّة مثل (Wuchereria bancrofti) و (Mansonella perstans)، تزدهر في مضيفات الحشرات الوسيطة الخاصة بهم بسبب التهاب التسمم الداخلي مع (Wolbachia spp). كلاهما يمكن القضاء عليهما من قبل المضيفين المذكورين من خلال العلاجات التي تستهدف هذه البكتيريا. ومع ذلك، ليست جميع عمليات التعايش الجواني إجباريّة وقد تكون بعض هذه العمليات ضارة بكل من الكائنات الحية المعنيّة.
هناك نوعان رئيسيّان من العضيّات في خلايا حقيقيّة النوى، الميتوكوندريا والبلاستيدات كالبلاستيدات الخضراء، التي نشأت عن طريق التعايش الجواني كبكتيريا معايشة جوانيّة.

## التعايش الجواني البكتيري

### في العوالق النباتيّة
في البيئات البحريّة، تم مؤخراً اكتشاف معايشات جوّانيّة. تنتشر هذه العلاقات التي تندرج ضمن التعايشات الجوانيّة بشكل خاص في المناطق قليلة التغذية أو الفقيرة بالمغذيات في المحيط مثل المحيط الأطلسي الشمالي. في هذه المياه قليلة التغذية، يكون نمو خلايا العوالق النباتية الكبيرة مثل نمو الدياتوميت محدوداً بتراكيز منخفضة من النترات. تثبّت البكتريا المعايشة الجوانيّة النيتروجين لمضيفاتها وبالتالي تتلقّى الكربون العضوي من عمليّة التركيب الضوئي [6]. يلعب هذا التكافل دوراً مهمّاً في تركيب الكربون على مستوى العالم في المناطق قليلة التغذية.
أحد أشهر التعايشات الداخليّة تخص طحالب (Hemialus). ووجدت البكتيريا الزرقاء داخل الخلايا في شمال المحيط الأطلسي والبحر الأبيض المتوسط والمحيط الهادئ. تم العثور أيضاً على هذه المعايشات الجوانيّة داخل هذه الطحالب. وله جينوم مخفّض من المحتمل أن يخسر الجينات المرتبطة بالمسارات التي يوفرها المضيف. تمّ هذا البحث من قبل (فوستر وآخرون، 2011) حيث قاس البحث تثبيت النيتروجين بواسطة المضيف البكتيري داخل الخلايا أعلى بكثير من الكميات المحتاجة داخل الخلايا، ووجد أن البكتيريا الزرقاء كانت على الأرجح تحدد النيتروجين الزائد للخلايا المضيفة في الطحالب. بالإضافة إلى ذلك، كان نمو كل من الخليّة المضيفة والخلية المتعايشة معها أكبر بكثير من النمو الحياتي للمعايشات الداخليّة داخل الطحالب. هذا التكافل بالذات ليس إجباريّاً وخاصّةً في المناطق ذات النيتروجين الزائد.
تمّ العثور على المعايشات الجوانيّة البكتيريّة أيضاً في (Rhizosolenia spp)، وهي طحالب موجودة في المحيطات قليلة التغذية. بالمقارنة مع المضيف من الطحالب السابقة المسمّاة بـ (Hemaiulus) فإن التعايش الداخلي في هذا النوع من الطحالب أكثر تناسقاً. هناك بعض أنواع البكتيريا الريزولينيّة غير المتجانسة، ولكن يبدو أن هناك آليّات تحدّ من نمو هذه الكائنات في ظروف منخفضة التغذية. يمكن فصل الانقسام الخلوي لكل من مضيف الدياتوم والبكتيريا الزرقاء المخضرّة ولاتزال آليّات التعايش الداخلي الجرثوميّة إلى الخلايا أثناء الانقسام الخلوي فير معروفة نسبيّاً.
ومن بين العوامل الأخرى التي تتعايش فيها المعايشات الجوانيّة مع المثبتات النيتروجينيّة في المحيطات المفتوحة، الكالوتريكس في الشيتوسيروس. و (UNCY-A) في (prymnesiophyte microalga). من المفترض أن يكون المعايش الداخلي هنا في هذا المثال أكثر حداثة، لأن جينوم كالوتريكس سليم عموماً. في حين أن الأنواع الأخرى مثل تلك الموجودة في معايش (UNCY-A) والطحالب. يحدث هذا الانخفاض في حجم الجينوم داخل مسارات استقلاب النيتروجين، مما يشير إلى أن أنواع المعايشات تولّد النيتروجين لمضيفاتها وتفقد القدرة على استخدام هذا النيتروجين بشكل مستقل. قد يكون هذا الانخفاض في حجم الجينوم الداخلي خطوة حدثت في تطور العضيّات (أعلاه).

### في اللافقاريات البحرية
قد يتم تمثيل التعايش الجواني خارج الخلية أيضاً؛ لا يعرف سوى القليل عن طبيعة الارتباط (طريقة العدوى، انتقال العدوى، متطلبات التمثيل الغذائي، إلخ) ولكن التحليل الوراثي يشير إلى أن هذه المعايشة تنتمي إلى مجموعة ألفا من الفئة البروتينية، والتي ترتبط بها بالريزوبيوم وتيوباسيلس. تشير دراسات أخرى إلى أن هذه البكتيريا تحت الجلد قد تكون وفيرة داخل فصيائلها وتوزع على نطاق واسع.
بعض الديدان البحرية (على سبيل المثال أولافيوس وإناندريللوس) تمتلك تعايشات جوانيّة إجباريّة خارج الخليّة تملأ جسم المضيف بالكامل. تعتمد هذه الديدان البحريّة من الناحية التغذويّة على بكتيريا التغذية الكيميائيّة التكافليّة التي تفتقر إلى أي جهاز هضمي أو مفرزات (لا توجد أمعاء أو فم).

### في وحيدات الخلية
(Mixotricha paradoxa) هو طفيل يفتقر إلى المينوكوندريا. ومع ذلك، تعيش البكتيريا الكروية داخل الخلية وتخدم وظيفة الميتوكوندريا. يحتوي هذا الطفيل أيضاً على ثلاثة أنواع أخرى من التعايشات الجوانيّة التي تحدث على سطح الخلية.
باراماسيوم بوراسيرا، نوع من الهدبيات التي تمتلك علاقة تكافلية متبادلة مع الطحالب الخضراء التي تسمى زوكلوريللا. تعيش الطحالب داخل الخلية، في السيتوبلازما.
تم اكتشاف أن أميبويد المياه العذبة (حسب التطور) يعيش على البكتيريا الزرقاء المخضرّة كمعايش جوّاني.

## التعايشات الجوانية السوطية
توجد تراكيب سوطية من جنس المعايشات الجوانية ويدعى باسم زوكسانثيلي، في الشعاب المرجانيّة (خاصة المحار العملاق المعروف بـ Tridacnea) والإسفنج. تقود هذه المعايشات الجوانيّة تشكيل الشعاب المرجانيّة عن طريق التقاط أشعّة الشمس وتزويد مضيفها بالطاقة لترسيب الكربونات.
في السابق كان يُعتقد أن المعايشات الجوانية نوع واحد فقط، إلا أنه أظهرت الأدلة الجزيئية التطوريّة على مدى العقود الماضية القليلة وجود تنوع فيها. في بعض الحالات، هناك خصوصيّة بين المضيف والمعايش الجواني. في كثير من الأحيان يكون هناك توزيع بيئي للمعايشات الجوانية، ويظهر التعايش الجواني أنه يمكن للمعايشات الجوانية التبديل بين المضيفين بسهولة كبيرة.
عندما تنضغط الشعاب المرجانيّة بيئيّاً، هذا التوزيع الخاص بالمعايشات الجوانيّة يرتبط بالنمط الملحوظ في ابيضاض المرجان والعودة لوضعه الصحي. وبالتالي، فإن توزيع المعايشات الجوانية على الشعاب المرجانيّة ودورها في ابيضاض المرجان، يمثّل إحدى أكثر المشاكل الحالية تعقيداً وإثارةً للاهتمام في بيئة الشعاب المرجانيّة.

## التعايشات الجوانيّة الفيروسيّة
وجد مشروع الجينوم البشريّ عدّة آلاف من الفيروسات التراجعية الذاتيّة، هذه عناصر فيروسيّة الذاتية في الجينوم البشري يمكن أن تتشبه بالفيروسات التراجعية أو يمكن استخلاصها الفيروسات التراجعية، ويتم تنظيمها في 24 فصيلة.

## النشوء التعايشي والعضيات
يفسّر التعايش الجواني أصل النواة، التي تحتوي خلاياها على نوعين رئيسيين من العضيات وهي الميتوكوندريا والبلاستيدات الخضراء. تقترح النظريّة أن هذه العضيّات تطوّرت من أنواع معيّنة من البكتيريا التي تغمرها خلايا حقيقيّة النواة من خلال البلعمة الداخليّة. دخلت هذه الخلايا والبكتيريا المحبوسة بداخلها ضمن علاقة معايشة جوانيّة، وهذا يعني أن البكتيريا تعيش داخل خلايا حقيقيّة النواة.